# Richard Pottier
Pour les articles homonymes, voir Deutsch et Pottier.
Ernst Deutsch, dit Richard Pottier, né le 6 juin 1906 à Graz (Empire austro-hongrois) et mort le 2 novembre 1994 au Plessis-Bouchard (Val-d'Oise), est un réalisateur français d'origine autrichienne
Il a également été scénariste, adaptateur, directeur de la photographie, et superviseur de la réalisation.

## Biographie
Après avoir abandonné des études de médecine, Richard Pottier fait ses débuts en 1929 dans le cinéma allemand comme assistant des réalisateurs Josef von Sternberg sur L'Ange Bleu et Dimitri Buchowetzki. Appelé en France pour y diriger les versions françaises de productions multilingues, il y restera toute la suite de sa carrière, prenant en 1934 son pseudonyme définitif de Richard Pottier. Trois de ses premiers films : Si j'étais le patron (1934), Un oiseau rare (1935) et 27, rue de la Paix (1937), au ton très enlevé, sont réalisés avec la collaboration notable de Jacques Prévert. En 30 ans de carrière, il aura tourné 39 films dont : Fanfare d'amour (1935), préfiguration de Certains l'aiment chaud (1959) de Billy Wilder, Les Caves du Majestic (1944), une remarquable adaptation de Simenon, Destins (1946) avec Tino Rossi, où l'on entend pour la première fois la chanson Petit Papa Noël, Meurtres (1950) avec Fernandel et Le Chanteur de Mexico (1956) avec Luis Mariano.

## Filmographie
- 1934 : Si j'étais le patron avec Max Dearly, Fernand Gravey et Mireille Balin
- 1935 :
  - Fanfare d'amour avec Fernand Gravey et Julien Carette
  - Un oiseau rare avec Max Dearly et Pierre Brasseur
  - Le Disque 413 avec Jules Berry
- 1936 :
  - Guilty Melody version britannique du précédent
  - 27, rue de la Paix avec Jules Berry et Renée Saint-Cyr
- 1937 :
  - Les Secrets de la mer Rouge avec Harry Baur
  - Lumières de Paris avec Tino Rossi
- 1939 : Le monde tremblera avec Claude Dauphin et Madeleine Sologne
- 1942 :
  - Mademoiselle Swing avec Elvire Popesco
  - Défense d'aimer  avec Paul Meurisse et Suzy Delair
  - Huit hommes dans un château avec René Dary, Jacqueline Gauthier et Georges Grey
- 1943 :
  - Picpus avec Albert Préjean
  - Mon amour est près de toi avec Tino Rossi
  - La Ferme aux loups avec François Périer et Paul Meurisse
- 1944 : Les Caves du Majestic avec Albert Préjean et Suzy Prim
- 1946 :
  - L'Insaisissable Frédéric avec Renée Saint-Cyr et Paul Meurisse
  - Destins avec Tino Rossi
- 1947 : Vertiges avec Raymond Rouleau
- 1948 :
  - L'aventure commence demain avec Isa Miranda, André Luguet et Raymond Rouleau
  - La Nuit blanche avec Pierre Brasseur
- 1949 :
  - Deux amours avec Tino Rossi
  - Barry avec Pierre Fresnay
- 1950 :
  - Casimir avec Fernandel
  - Meurtres ? avec Fernandel
- 1951 : Caroline chérie avec Martine Carol
- 1952 :
  - Rendez-vous à Grenade avec Luis Mariano
  - Ouvert contre X avec Elina Labourdette
  - Violettes impériales (Violetas imperiales) avec Luis Mariano et Carmen Sevilla
- 1954 :
  - La Belle Otero avec Maria Félix
  - Le Masque de fer avec Pierre Cressoy
  - Les Révoltés de Lomanach avec Dany Robin et Amedeo Nazzari
- 1956 :
  - La Châtelaine du Liban avec Jean-Claude Pascal et Gianna Maria Canale
  - Le Chanteur de Mexico avec Luis Mariano
- 1958 :
  - Tabarin avec Michel Piccoli
  - Sérénade au Texas avec Luis Mariano et Bourvil
- 1960 : David et Goliath (David e Golia), coréalisé avec Ferdinando Baldi, avec Orson Welles
- 1961 : L'Enlèvement des Sabines (Il ratto delle Sabine) avec Mylène Demongeot et Roger Moore
- 1964 : Dernier Tiercé avec Michel Le Royer et Odile Versois